# عوض بن خزيم الأسمري
عوض بن خزيم بن سرور آل مارد الأسمري أكاديمي سعودي، شغل منصب مدير جامعة شقراء من (30 محرم 1438هـ - 3 ربيع الأول 1442هـ) الموافق (31 أكتوبر 2016 ـ 20 أكتوبر 2020)

## مؤهلاته العلمية
- البكالوريوس (هندسة كهربائية) كلية الهندسة من جامعة الملك سعود الرياض 1402 هـ.
- الماجستير (هندسة كهربائية) – اتصالات – من جامعة ولاية أوهايو Ohio State University بكولومبس، أوهايو، الولايات المتحدة الأمريكية عام 1406 هـ (ديسمبر/1986م).
- الدكتوراه (هندسة كهربائية) من جامعة توليدو University of Toledo ، أوهايو، الولايات المتحدة الأمريكية عام 1411 هـ (15 يوليه 1991م).[2]

## مناصبه الأكاديمية
- مدير جامعة شقراء من 03-01-1438هـ إلى 03-03-1442هـ
- عضو مجلس الشوري من 1434هـ إلى 29-1-1438 هـ. [3]
- وكيل الجامعة للدراسات العليا والبحث العلمي في جامعة سلمان بن عبد العزيز من 2/6/1431هـ إلي 1434.
- مشرف الدراسات العليا والبحث العلمي في جامعة سلمان بن عبد العزيز من16/1/1431هـ إلي 2/6/1431هـ.
- عميد كلية الهندسة في جامعة سلمان بن عبد العزيز من 3/1428 هـ إلى 18/11/1431هـ.
- رئيس مركز الأبحاث جامعة سلمان بن عبد العزيز من 10/1429 هـ إلى 12/1430هـ.
- أستاذ (بروفيسور) – قسم الهندسة الكهربائية – كلية الهندسة – جامعة الملك سعود من 12/11/1424هـ إلى الآن.
- أستاذ مشارك – قسم الهندسة الكهربائية – كلية الهندسة – جامعة الملك سعود من 12/ 11/ 1416 هـ إلى 12/5/1424هـ.
- أستاذ مساعد – قسم الهندسة الكهربائية – كلية الهندسة – جامعة الملك سعود من 24/ 1/ 1412 هـ إلى 12/ 11/ 1416 هـ.
- معيد - قسم الهندسة الكهربائية – كلية الهندسة – جامعة الملك سعود من 14/ 10/ 1402 هـ إلى 24/ 1/ 1412 هـ.

## منح ومكافآت وجوائز
- درع تكريم مقدم من يد الأمير خالد بن بندر بن عبد العزيز أمير منطقة الرياض ومدير جامعة الأمير سطام بن عبد العزيز لقاء جهوده المبذولة في تطوير الجامعة أثناء عمله وكيل للدراسات العليا والبحث العلمي.
- حصل على موافقة أمير منطقة عسير بناءً على ترشيح أعضاء جائزة أبها لعمل جائزة باسمه تحت مسمي (جائزة الاستاذ الدكتور عوض آل سرور للتفوق العلمي).
- درع تكريم من مدير جامعة الأمير سطام بن عبد العزيز لقاء جهوده المبذوله والموفقه في إنشاء وتأسيس كلية الهندسة في الخرج وكلية الهندسة بوادي الدواسر.
- اختير ضمن لجنة أهالي منطقة عسير من قبل اللجنة المنظمة.
- درع تكريم مقدم من يد – - الأمير سطام بن عبد العزيز ومدير جامعة الملك سعود وذلك في إطار مسابقة البرامج التحفيزية لتفعيل البوابة الإلكترونية بالجامعة.
- درع تكريم مقدم من ملتقى التواصل الثاني من يد الأمير فيصل بن خالد بن عبد العزيز لقاء ما قدمه من خدمات ومساهمات كان لها عظيم الأثر في الحركة التعليمية والتنموية بمنطقة عسير.
- درع تكريم مقدم من عمادة الدراسات العليا بجامعة الملك سعود لقاء خدماته بالعمادة.
- درع تكريم مقدم من آسرة موقع ومنتديات بللسمر لقاء ما قدمه من مشاركات ودعم فاعل للموقع وأعضاء المنتدى.
- عضو اللجنة المنظمة (Technical committee) للمؤتمر العالمي للحاسبات والاتصالات والتحكم (CCCT’06) ، الذي عقد في صيف 2006م، بولاية فلوريدا.
- تم اختياره ضمن أحسن (100) باحث ومعلم في العالم من قبل مركز كامبرج العالمي البريطاني (IBC) لعام 2005م و2007م.
- عضو اللجنة المنظمة (Technical committee) للمؤتمر العالمي للحاسبات والاتصالات والتحكم (CCCT’03) ، الذي عقد في 31 يونيو – 2 أغسطس، 2003، بولاية فلوريدا.
- دعوة مقدمة من منظمة الأنظمة والدوائر التابعة لمعهد مهندسي الإلكترونيات والكهرباء (معهد مهندسي الكهرباء والإلكترونيات) العالمية الأمريكية وذلك بتمثيل المنظمة على مستوى العالم (في مجال تطبيقات الأنظمة والدوائر) لدى دولة الصين.
- الفوز بجائزة شركة الإلكترونيات المتقدمة (AEC) كأحد أفضل البحوث المقدمة على مستوى كلية الهندسة وكلية علوم الحاسب لعام 2000م.
- فوز الورقة العلمية التي قدمها في مؤتمر النظم والسبرناتيكا للمعلوماتSCI 2001 العالمي (و الذي عقد في مدينة اورلاندو بأمريكا) ضمن احسن الأوراق المقدمة في مجال المعالجة الرقمية ثنائية الأبعاد.
- شهادة شكر وتقدير من البرو فيسور سوباش كواترا. رئيس الدراسات العليا بكلية الهندسة، ورئيس مركز بحوث الاتصالات بجامعة توليدو ، اوهايو، بالولايات المتحدة الأمريكية. وذلك بمناسبة تبني معمل كوم سات (COMSAT Lab.) (و الذي يعتبر في طليعة الشركات المصنعة للأقمار الصناعية) للنظام الخاص بترميز الصور ذات الأستبانة العالية والخاص بوكالة ناسا (ناسا). فقد حصلت جامعة توليدو على أكثر من مائة آلف دولار (100000) مقابل استخدام هذا النظام (الخوارزم) لضغط صور الـ (تلفاز عالي الدقة).
- شهادة شكر وتقدير من فرع سيجما كاي للطلبة المتميزين بجامعة توليدو لمشاركته الفعالة في نشاطات الفرع. وكذلك للبحث المقدم في الندوة الخاص بالجمعية.
- شهادة شكر وعرفان من معهد مهندسي الإلكترونيات والكهرباء (معهد مهندسي الكهرباء والإلكترونيات) العالمي (جمعية الاتصالات) لمساهماته بأبحاث كثيرة في مجال الاتصالات وكذلك المشاركة في التحكيم والتحرير مما كان له بالغ الأثر في نمو وتطور صناعة الاتصالات.
- شهادة من منظمة الـ معهد مهندسي الكهرباء والإلكترونيات بترقيته إلي عضو أعلى (Senior Member).
- شهادة من مركز كامبردج العالمي البريطاني باختياره كأحد رجالات القرن العشرين (على مستوى العالم) البارزين والمكرمين وذلك لمساهماته الفعالة والمفيدة في مجال التعليم.
- تم اختياره ضمن الأشخاص المختارين ضمن آسيا ودول المحيط الهادئ (الباسفيكي) وذلك بوضع ترجمة عن حياته وسيرته الذاتية في Who’s Who مجلد 3 لعام 2000. وكذالك لعام 2002, 2003, 2004م , 2008م.

## عضوية الجمعيات
- عضو لجنة أهالي عسير الرسمية.
- الأمين العام للجمعية السعودية لهندسة الاتصالات (STS).
- رئيس اللجنة الإعلامية للجمعية السعودية لهندسة الاتصالات (STS).
- نائب الرئيس لفرع جمعية معهد المهندسين الكهربائيين والإلكترونات العالمية (IEEE) بالمنطقة الوسطى.
- عضو في لجنة الاتصالات العمومية المنبثقة من جامعة الملك سعود.
- رئيس الفرع الطلابي التابع لجمعية معهد المهندسين الكهربائيين والإلكترونيات العالمية (IEEE) بجامعة الملك سعود.
- عضو أعلى (Senior) في معهد المهندسين الكهربائيين والإلكترونيات العالمي (IEEE).
- عضو أعلى في جمعية الاتصالات التابعة لـ( IEEE).
- عضو في جمعية مهندسي تطوير أجهزة الضوء الفوتوغرافي الأمريكية (SPIE).
- عضو في المجموعة العالمية لمعالجة الإشارات الصوتية والرقمية (DASD-L).

```
[
4
]
 
[
5
]
```

## عضوية المجالس
- عضو مجلس الشورى (1434هـ - 29-01-1438هـ).
- عضو لجنة النقل والاتصالات وتقنية المعلومات (1434هـ - الآن).
- عضو لجنة الصداقة البرلمانية السادسة (دول أمريكا الشمالية والجنوبية) (1434هـ - الآن).
- رئيس ونائب الرئيس لبعض اللجان الخاصة بالمجلس (1435هـ - الآن).
- أمين مجلس بجامعة الأمير سطام بن عبد العزيز (1431 هـ - 1434).
- رئيس المجلس العلمي بجامعة الأمير سطام بن عبد العزيز (1431 هـ - 1434).
- عضو مجلس جامعة الملك سعود (1428 هـ - 1430هـ).
- عضو مجلس العمداء بجامعة الملك سعود (1428 هـ 1430هـ).
- عضو مجلس الدراسات العليا جامعة الملك سعود (ممثل كلية الهندسة) (1427 هـ - 1428 هـ).
- أمين الجمعية السعودية لهندسة الاتصالات (والمؤسس) (1426 هـ - 1431هـ).
- عضو مجلس قسم الهندسة الكهربائية بجامعة الملك سعود (1412 هـ - الآن).
- ممثل كلية الهندسة لدى مركز التوزيع الصوتي والتلفزيوني بجامعة الملك سعود (1413 هـ - 1416هـ).

## عضوية اللجان
- رئيس التسجيل بقسم الهندسة الكهربائية (2005م – 2008م).
- عضو لجنة المعادلات بقسم الهندسة الكهربائية جامعة الملك سعود (1423هـ – الآن).
- عضو لجنة المشتريات بقسم الهندسة الكهربائية (1422هـ – 1424هـ).
- عضو في مجموعة الاتصالات (1412 هـ – الآن).
- رئيس لجنة المشتريات بقسم الهندسة الكهربائية (1422هـ – 1423هـ).
- عضو في لجنة التدريب الصيفي (1412 هـ - 1417 هـ).
- رئيس اللجنة الإعلامية (1412 هـ - 1417 هـ).
- رئيس مجموعة الاتصالات (1413 هـ - 1415 هـ).
- رئيس لجنة التدريب الصيفي (1414هـ - 1415 هـ).
- عضو لجنة التسجيل بكلية الهندسة (2005م – 2008م).
- عضو مركز الأبحاث بكلية الهندسة (1426 هـ - 3/ 1428 هـ).
- رئيس اللجنة الإعلامية للمؤتمر الهندسي (1428 هـ -الآن).
- عضو لجنة التوعية والإرشاد الطلابية (1423 هـ - الآن).
- عضو لجنة المشتريات (1422 هـ - 1423 هـ).
- عضو لجنة المعيدين (1419 هـ - 1420 هـ).
- عضو لجنة النشاط الرياضي بالكلية (1414 هـ - 1418 هـ).
- رئيس لجنة التدريب الصيفي (1417 هـ - 1419 هـ).
- عضو لجنة إعداد يوم الخريجين (1414 هـ - 1418 هـ).
- رئيس اللجنة الدائمة للمؤتمرات والندوات بجامعة سطام بن عبد العزيز (1431 هـ - الآن).
- رئيس اللجنة الدائمة لشئون المكتبات بجامعة سطام بن عبد العزيز (1431 هـ - الآن).
- رئيس اللجنة الدائمة لشئون المعيدين والمحاضرين بجامعة سطام بن عبد العزيز (1431 هـ - الآن).
- رئيس اللجنة الدائمة للابتعاث والتدريب بجامعة سطام بن عبد العزيز (1431 هـ - الآن).
- رئيس اللجنة الدائمة للتعاون الدولي بجامعة سطام بن عبد العزيز (1431 هـ - الآن).
- نائب اللجنة العليا لمعهد البحوث والأستشارات بجامعة سطام بن عبد العزيز (1431 هـ - الآن).
- نائب اللجنة العليا اكراسي البحث بجامعة سطام بن عبد العزيز (1431 هـ - الآن).
- عضو اللجنة العليا للجمعيات السعودية (1425 هـ - 1428هـ).
- عضو لجنة الاتصالات بجامعة الملك سعود (1422 هـ - الآن).
- عضو لجنة امتحان القياس بجامعة الملك سعود (1424 هـ - 1427 هـ).
- عضو الجمعية السعودية لهندسة الاتصالات (1426 هـ - الآن).